# Requiem (알마의 노래)
《Requiem》는 2017년 1월 13일에 발매된 알마의 노래이다. 워너 뮤직 그룹에 의해 발매되었다.

## 곡 목록
| #  | 제목        | 재생 시간 |
| -- | ----------- | --------- |
| 1. | 〈Requiem〉 | 3:03      |